# دائرة غرداية
دائرة غرداية دائرة من دوائر ولاية غرداية وعاصمتها غرداية. وتضم بلدية غرداية.